# Ле Палаје (Фиренца)
Ле Палаје је насеље у Италији у округу Фиренца, региону Тоскана.
Према процени из 2011. у насељу је живело 472 становника. Насеље се налази на надморској висини од 205 м.